# The Vault: Old Friends 4 Sale
| Оценки критиков               | Оценки критиков     |
| Источник                      | Оценка              |
| ----------------------------- | ------------------- |
| AllMusic                      | [ 2 ]               |
| The A.V. Club                 | (отрицательно) link |
| Entertainment Weekly          | B+ link             |
| Mojo                          | (положительно)      |
| PopMatters                    | link                |
| Rhapsody                      | (положительно) link |
| The Rolling Stone Album Guide | link                |

The Vault: Old Friends 4 Sale — двадцать второй студийный альбом американского певца Принса, выпущенный 24 августа 1999 года на лейбле Warner Bros. Records. Записи шли в 1985-1994 годах, а выход первоначально планировался в 1994 году. Это был последний альбом, который был выпущен Warner Bros., чтобы выполнить свои обязательства по контракту 1992 года (затем певец перешёл к другим лейблам). The Vault: Old Friend 4 Sale не достиг высоких мест в чартах: в хит-параде Великобритании был лишь на позиции № 47, а в американском чарте Billboard 200 лишь на № 85, и в итоге по тиражу не получил золотого статуса в Великобритании и США.

## Список композиций
Автор всех композиций Принс.
1. «The Rest of My Life» — 1:40
2. «It’s About That Walk» — 4:26
3. «She Spoke 2 Me» — 8:20
4. «5 Women» — 5:13
5. «When the Lights Go Down» — 7:11
6. «My Little Pill» — 1:09
7. «There Is Lonely» — 2:29
8. «Old Friends 4 Sale» — 3:27
9. «Sarah» — 2:53
10. «Extraordinary» — 2:28

## Чарты
| Чарт (1999)     | Высшая позиция |
| --------------- | -------------- |
| Швейцария       | 21             |
| UK Albums Chart | 47             |
| Billboard 200   | 85             |

## Дополнительные факты
- Кавер-версия «5 Women» от Джо Кокера была выпущена на 8 лет раньше записи Принса, на альбоме Night Calls.